# Спомен-плоче у Котражи
Спомен-плоче у Котражи налазе се на западној фасади цркве у Котражи, Општина Лучани. Постављене су 1938. године у спомен умрлим свештеницима и војницима из Котраже изгинулим током Балканских и Првог светског рата.

## Опис
Спомен-плоче знатних димензија, квалитетно израђене од белог мермера, постављене су са страна улазног портала. По концепцији, садржају и изради сродне су са плочама на фасади цркве у Гучи.

### Лева плоча
У врху барељефно је приказан симболичан лик Милоша Обилића са змајем на шлему. Са страна је исписано:
Наше су жртве наша слобода. 1912-1918. Јунаштвом у слободи. Хвала Вам! Слава Вам! Котрашки хероји за слободу своје отаџбине.
Затим следи списак од 119 имена:
- Јеротије Вујичић
- Јеврем Илић
- Јоксим Обренић
- Јован Јовановић
- Јован Равић
- Јездимир Николић
- Јоксим Мијаиловић
- Јосиф Милинковић
- Јездимир Милинковић
- Лазар Лазић
- Лазар Јовановић
- Лука Јовановић
- Љубомир Бујошевић
- Љубомир Перичић
- Мијаило Бошковић
- Мирко Бошњаковић
- Мирко Бумбаревић
- Милисав Виторовић
- Момир Доловић
- Милутин Дмитрић
- Миленко Драгић
- Милојко Драгић
- Милорад Кузмановић
- Миљко Каљевић
- Милета Лазаревић
- Милорад Лазаревић
- Миливоје Јешић
- Милутин Јанковић
- Милојко Јовановић
- Милојко Мијатовић
- Макарије Мијатовић
- Милоје Милутиновић
- Миленко Миљић
- Милета Милутиновић
- Миливоје Милутиновић
- Михаило Милетић
- Милојко Милетић
- Милоје Мијатовић
- Милорад Миливојевић
- Мирко Миросавић
- Милутин Миросавић
- Милутин Николић
- Миљко Николић
- Миломир Миросавић
- Милутин Поповић
- Милорад Милосављевић
- Матије Илић
- Милун Несторовић
- Мирко Несторовић
- Милан Обренић
- Миломир Обренић
- Михаило Обренић
- Мирко Перичић
- Милорад Петронијевић
- Миладин Пауновић
- Матије Радивојевић
- Милић Симеуновић
- Милоје Сеничанин
- Милорад Чакаревић
- Милош Стијовић
- Миљко Танкосић
- Михаило Чакаревић
- Недељко Бујошевић
- Недељко Вујичић
- Ненад Јанковић
- Новак Сеничанин
- Новица Сеничанин
- Недељко Миљић
- Недељко Радосављевић
- Недељко чакаревић
- Обрад Милинковић
- Обрад Танкосић
- Петроније Чакаревић
- Рисим Бујошевић
- Радован Дмитрић
- Радош Илић
- Радомир Илић
- Рајко Мијатовић
- Радич Миловановић
- Радоје Мијатовић
- Радосав Миливојевић
- Радомир Милисављевић
- Рисим Ружић
- Радомир Сеничанин
- Радован Танкосић
- Радисав Чакакревић
- Славомир Дмитрић
- Сретен Јовановић
- Слободан Мијатовић
- Станимир Кузмановић
- Светозар Миљић
- Сава Миљић
- Саватије Милутиновић
- Стеван Миливојевић
- Савко Милисављевић
- Светислав Радисављевић
- Станојле Радивојевић
- Светолик Симеуновић
- Срећко Стефановић
- Сретен Чакаревић
- Тодор Бумбаревић
- Тоша Вујовић
- Трифун Виторовић
- Тома Лазић
- Тоша Миљић
- Тадија Миљић
- Тихомир Милутиновић
- Тихомир Мечанин
- Тодор Марић
- Тадија Пртењак
- Танаско Симеуновић
- Тихомир Чакаревић
- Урош Чакаревић
- Цветко Јанковић
- Чедомир Кузмановић
- Чедомир Милисављевић
- Чедомир Танкосић
- Ненад Ристић
- Тодор Мечанин[б]

Испод натписа у барељефу су исклесана два млада редова са шајкачама и два старија, искусна артиљерца са шлемовима на глави. Између су развијене заставе, а испод њих ловорова грана - симбол победе.

### Десна плоча
Спомен-плоча са десне стране портала слично је конципирана, осим што је у медаљону приказано попрсје распетог Христа, са трновим венцем на глави - симболом страдања. Са страна је исписано:
Бесмртни великани 1912-1918. У вери. У патњи. Смрћу у васкрсење. У слободи. Котрашки хероји за слободу своје отаџбине.
Испод следи списак од 114 имена, међу којима су један свештеник, четири официра и петнаест подофицира.
Свештеник
- Милета Јовановић

Официри
- Крста Милутиновић
- Драган Вујовић
- Милоје Јовановић
- Dr Радомир Јовановић

Подофицири
- Игњат Спасојевић
- Милован Милутиновић
- Милојко Мечанин
- Радомир Мартић
- Рајко Јовановић
- Тадија Лазић
- Чедомир Симеуновић
- Александар Лазић
- Владимир Јовановић
- Велимир Драгић
- Витомир Дмитрић
- Добривоје Чакаревић
- Ђоко Николић
- Ненад Јовановић
- Радомир Бумбаревић

Каплари
- Алекса Милутиновић
- Арсеније Јовановић
- Видоје Танкосић
- Витомир Симеуновић
- Вилиман Радивојевић
- Дмитар Драгић
- Добросав Симеуновић
- Драгољуб Николић
- Добросав Јовановић
- Крста Кузмановић
- Љубомир Јовановић
- Милисав Чакаревић
- Недељко Мијатовић
- Радован Кузмановић
- Сава Дмитрић
- Светозар Ђуричић
- Тихомир Кузмановић
- Редови:
- Андрија Виторовић
- Адам Добросављевић
- Адам Дмитрић
- Александар Јовичић
- Андрија Бумбаревић
- Андрија Јовановић
- Александар Милетић
- Андрија Пртењак
- Богдан Драгић
- Бранко Миросавић
- Бошко Миросавић
- Борисав Мијатовић
- Будимир Луковић
- Благоје Мечанин
- Божидар Мечанин
- Будимир Танкосић
- Будимир Мечанин
- Вуксан Дмитрић
- Вучић Обренић
- Владимир Мијаиловић
- Весо Лазаревић
- Војислав Лазаревић
- Владимир Милисављевић
- Велимир Мијатовић
- Велимир Рабреновић
- Вељко Миросавић
- Вукоман Марковић
- Вукић Мијатовић
- Велимир Милутиновић
- Вукић Марић
- Велимир Пртењак
- Владимир Ћериман
- Влајко Кузмановић
- Вељко Радовановић
- Владимир Радовановић
- Владимир Јанковић
- Витомир Ристић
- Вукадин Радојевић
- Влајко Ружић
- Велисав Танкосић
- Вељко Чакаревић
- Гаврило Драгић
- Гвозден Дмитрић
- Грујица Јовановић
- Гојко Миливојевић
- Гојко Пртењак
- Драгомир Доловић
- Добривоје Дмитрић
- Добросав Бујошевић
- Димитрије Драгић
- Драган Обренић
- Драгомир Јовановић
- Драган Јовановић
- Драгутим Јовановић
- Добросав Петронијевић
- Драгутин Лукић
- Драгић Николић
- Дамљан Равић
- Драгиша Радојевић
- Душан Радојевић
- Добривоје Тодоровић
- Драгутин Чакаревић
- Ђурђе Драгић
- Ђурђе Доловић
- Живојин Радивојевић
- Живојин Чакаревић
- Здравко Јовановић
- Иван Дуканац
- Иван Лазаревић
- Ивко Лазаревић
- Илија Каљевић
- Илија Миљић
- Илија Милисављевић
- Јеленко Вујовић
- Драгомир Чакаревић
- Радован Милутиновић[г]

Испод натписа је готово истоветан приказ са два млада и два старија војника са развијеним заставама.

## Историјат
Мештани Котраже на челу са свештеником Чедомиром Константиновићем средином 1930-их носновали су Одбор који је за циљ имао одавање поште војницима страдалим у Првом светском рату. Од 400 ратника који су отишли у бој, кући се вратило само њих 180.
Одбор је успео да сакупи знатна средства како би на цркву биле постављене спомен плоче са именима свих изгинулих мештана, да би се „њиховим породицама донекле ублажио бол за својим изгубљеним милима, а потомству оставио вечити спомен на њихове изгинуле очеве и браћу који своје животе положише на олтар слободе, правде и за част своје отаџбине.”
Освећење спомен-плоча и новог црквеног иконостаса извршио је Епископ жички Николај Велимировић на храмовну славу Ђурђевдан 1938. године:
Прангије и звона зором су сакупили народ пред цркву у Котражи. Свештенство са народом дочекује Владику. (...)
Владика уз суделовање десет свештеника извршује освећење новог иконостаса, служи свету Литургију, парастос изгинулим ратницима и умрлим свештеницима, сече славски колач и беседи народу присутном, кога је било преко 3000 душа. Присутне је нарочито ганула пажња Епископова, што је за време парастоса изгинулим ратницима, он лично прочитао имена и презимена са спомен плоча 200 изгинулих ратника.